# Wahlen 1937
◄◄ | ◄ | 1933 | 1934 | 1935 | 1936 | Wahlen 1937 | 1938 | 1939 | 1940 | 1941 | ► | ►►

Weitere Ereignisse
Folgende Wahlen fanden 1937 statt:

## In Amerika
- Präsidentschaftswahlen in Argentinien 1937

## In Asien
- Kommunalwahlen auf den Philippinen 1937
- Wahlen zum Obersten Sowjet 1937 (keine freien Wahlen)
- Wahlen zu den 11 Provinzparlamenten in Britisch-Indien. Der Indische Nationalkongress (die Partei Mahatma Gandhis) gewinnt sie in sieben von elf Provinzen; siehe Government of India Acts

## In Europa
- Kommunalwahlen in Bulgarien (März)
- Präsidentschaftswahl in Finnland 1937
- Parlamentswahl in den Niederlanden 1937
- Parlamentswahlen in Rumänien 1937
- Luxemburgische Parlamentswahlen 1937
- Wahlen zum Dáil Éireann 1937 (Irland)
- Kommunalwahlen in Norwegen 1937

## In Ozeanien
- Parlamentswahlen in Australien 1937